# Rochelle Stormont
Rochelle Anne Stormont (Pukekohe, 21 de julio de 1982) es una deportista neozelandesa que compitió en judo. Ganó dos medallas en el Campeonato de Oceanía de Judo en los años 2002 y 2004.

## Palmarés internacional
| Campeonato de Oceanía | Campeonato de Oceanía      | Campeonato de Oceanía | Campeonato de Oceanía |
| Año                   | Lugar                      | Medalla               | Categoría             |
| --------------------- | -------------------------- | --------------------- | --------------------- |
| 2002                  | Wellington (Nueva Zelanda) | Medalla de plata      | –48 kg                |
| 2004                  | Numea (Francia)            | Medalla de oro        | –52 kg                |